# Garbiñe Muguruza Blanco
Garbiñe Muguruza Blanco   (Guatire, 8 d'octubre de 1993) és una exjugadora de tennis professional d'ascendència basca i formada a Catalunya. Té la doble nacionalitat veneçolana i espanyola. Fou número 1 del rànquing individual femení l'any 2017 i en el seu palmarès destaquen dos títols de Grand Slam. Va anunciar la seva retirada l'abril de 2024.
També és una excel·lent jugadora de dobles tot i que només hi participa esporàdicament. Els millors resultats en aquesta categoria els va aconseguir amb la seva compatriota Carla Suárez Navarro.

## Biografia
Garbiñe Muguruza Blanco és filla del basc José Antonio Muguruza i de la veneçolana Scarlet Blanco. Va néixer a Caracas i és la petita de tres germans, que són Asier i Igor. Als quatre la família es trasllada a Guatire, a l'estat de Miranda, on comença a jugar tennis. Es va traslladar a Barcelona amb la seva família quan tenia sis anys. S'ha format en la seva especialitat esportiva a l'Acadèmia Bruguera de Santa Coloma de Cervelló, sota la tutela dels entrenadors Alejo Mancisidor i Xavier Budó, entre d'altres. Malgrat competir per Espanya, manté la doble nacionalitat veneçolana i espanyola.

## Torneigs de Grand Slam

### Individual: 4 (2−2)
| Resultat   | Núm. | Any  | Torneig          | Oponent         | Marcador      |
| ---------- | ---- | ---- | ---------------- | --------------- | ------------- |
| Finalista  | 1.   | 2015 | Wimbledon        | Serena Williams | 4−6, 4−6      |
| Guanyadora | 1.   | 2016 | Roland Garros    | Serena Williams | 7−5, 6−4      |
| Guanyadora | 2.   | 2017 | Wimbledon        | Venus Williams  | 7−5, 6−0      |
| Finalista  | 2.   | 2020 | Open d'Austràlia | Sofia Kenin     | 6−4, 2−6, 2−6 |

## Carrera esportiva

### Primers anys (2012−2013)
Tot just esdevenir tennista professional el 2 de març de 2012, aquell mateix mes va rebre una invitació per l'important torneig de Miami. La seva primera aparició en un torneig del circuit WTA va ser espectacular, ja que va derrotar Vera Zvonareva, número 9 del rànquing individual en aquell moment. Malauradament no va poder fer el mateix enfront Agnieszka Radwańska en quarta ronda, qui seria campiona del torneig. Va disputar diversos torneigs més destacant només a Fes, on arribà a quarts de final. El juliol va disputar la final del torneig ITF de Bucarest davant la tennista espanyola, María Teresa Torró Flor. Es va classificar pel quadre principal de l'US Open, però va perdre en primera ronda davant Sara Errani.
En el 2013 va entrar a l'Open d'Austràlia va entrar al quadre de rebot a causa de diverses renúncies per lesió abans d'iniciar-se el torneig, però va perdre en segona ronda davant Serena Williams. Es va classificar també per Indian Wells, i va avançar fins a la quarta ronda, on va caure enfront Angelique Kerber. Gràcies als resultats de l'any anterior va tornar a ser convidada a Miami, on també va arribar a quarta ronda després de superar Caroline Wozniacki, però va cedir davant Li Na, número 5 del rànquing. També va disputar el torneig de Wimbledon, on la va vèncer Iekaterina Makàrova en segona ronda. Llavors va operar-se el turmell dret, perdent-se la resta de la temporada, però suficient per entrar entre les millors cent tennistes.

### Primers títols (2014−2015)

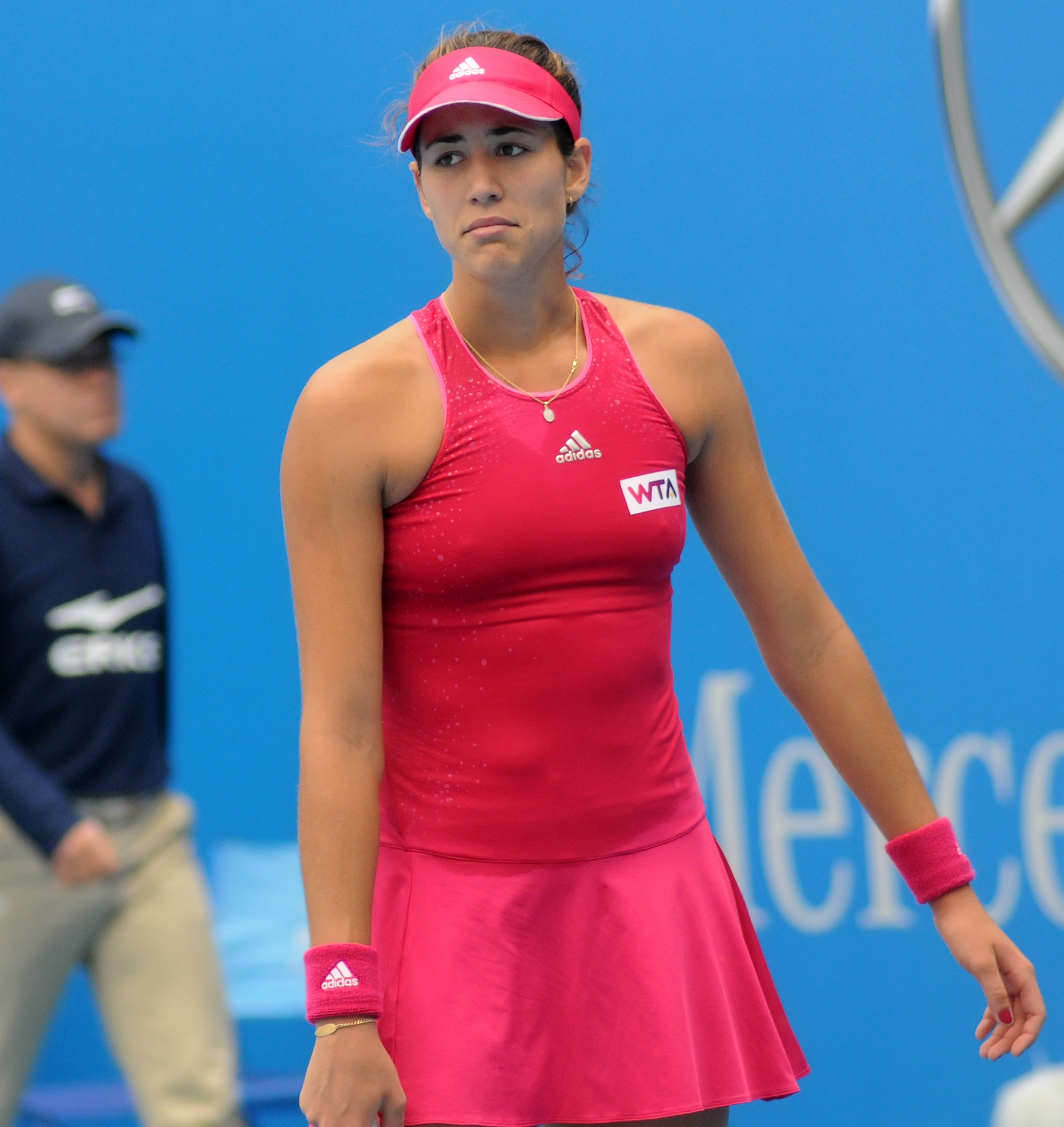
Muguruza a Pequín (2014)

Muguruza va començar la temporada 2014 a Auckland arribant a quarts de final per derrota davant Venus Williams. A Hobart va aconseguir el primer èxit de la seva carrera, on venint de la fase prèvia, va aconseguir classificar-se per la final i superar Klára Zakopalová. A l'Open d'Austràlia va avançar fins a la quarta ronda derrotada per Agnieszka Radwańska, però havent vençut a Wozniacki (10a cap de sèrie). Després de la derrota en primera ronda davant Kimiko Date-Krumm a Pattaya, va tornar a classificar-se per una final, a Florianópolis i novament enfront Zakopalová, però en aquesta ocasió el resultat fou al contrari. Tan a Indian Wells com a Miami va caure en segona ronda davant Alisa Kleybanova i Ajla Tomljanović respectivament. A Monterrey també va ser eliminada en primera ronda per Donna Vekić, mentre que a Marràqueix va arriba a semifinals cedint enfront Torró Flor. Aquí aconseguí el segon títol de dobles del seu palmarès amb Romina Oprandi. A Madrid fou superada per Samantha Stosur en segona ronda, però en dobles aconseguí disputar la final junt a Carla Suárez Navarro. A Roma també va caure en segona ronda davant Francesca Schiavone. Al Roland Garros va aconseguir la primera fita destacada de la seva trajectòria, ja que va vèncer a Serena Williams en segona ronda, número 1 del rànquing individual. Finalment va caure en quarts de final enfront Maria Xaràpova, guanyadora final del torneig. En dobles va arribar a semifinals però també van ser derrotades per les principals favorites i campiones, Peng Shuai i Hsieh Su-wei. Gràcies a aquests resultats va escalar al Top 30 individualment i Top 40 en dobles. En els torneigs sobre gespa va topar amb CoCo Vandeweghe en dues ocasions, la va eliminar a quarts de final de 's-Hertogenbosch i en primera ronda de Wimbledon. També va participar en dobles fent parella amb Suárez Navarro, arribant a tercera ronda. A l'estiu va començar per Stanford arribant a quarts de final fins que fou superada per Kerber. Amb Suárez Navarro van guanyar el títol de dobles derrotant a Paula Kania i Kateřina Siniaková en la final. A Mont-real la va vèncer Xaràpova en segona ronda, a Cincinnati va perdre en primera davant Annika Beck, mentre que a New Haven en quarts de final contra Camila Giorgi. En el US Open també va ser sorpresa en primera ronda per Mirjana Lučić-Baroni, mentre que en dobles va arribar a tercera ronda, derrotades per les germanes Williams. A continuació va disputar el torneig de Tòquio arribant a semifinals, derrotada per Wozniacki, però en dobles van poder arribar a la final, superades per Cara Black i Sania Mirza. A Wuhan va arribar a tercera ronda, quan es va retirar per una gastritis, i a Pequín va caure tot just en primera ronda davant Iekaterina Makàrova. El darrer torneig de la temporada que va disputar fou el Tournament of Champions, on va guanyar els tres partits de la fase inicial a Makarova, Flavia Pennetta i Alizé Cornet, però va perdre en semifinals contra Andrea Petkovic. Va acabar l'any en les posicions 21 i 16 dels rànquings individual i de dobles respectivament.
La temporada 2015 va començar a Brisbane però es va haver de retirar per lesió al turmell. La setmana següent, enlloc de defensar el títol de Hobart, va optar per Sydney, on va arribar a quarts de final eliminada per Angelique Kerber. A l'Open d'Austràlia va arribar a quarta ronda fins a caure enfront Serena Williams. A continuació va disputar la primera ronda de la Copa Federació, on va guanyar els dos partits individuals però no el de dobles, i l'equip romanès va vèncer l'espanyol. A Dubai va avançar fins a les semifinals però Karolína Plíšková la va derrotar, en canvi, en dobles va arribar a la final. A Doha es va retirar en primera ronda, i llavors a Indian Wells i Miami, va ser derrotada en tercera ronda per Plíšková i Errani. Sobre terra batuda no va superar la segona ronda de Stuttgart, Marràqueix i Madrid, després de cedir enfront Simona Halep, Kristina Mladenovic i Svetlana Kuznetsova respectivament. A Madrid van ser finalistes per segon any consecutiu amb Suárez Navarro. Al Roland Garros va caure en quarts de final davant Lucie Šafářová. Sobre gespa va començar malament amb una derrota en primera ronda a Birmingham i en tercera de Eastbourne, tot i que a Birmingham va guanyar el títol de dobles. Per sorpresa, a Wimbledon es va plantar en la seva primera final de Grand Slam superant a diverses caps de sèrie, però en la final no va poder vèncer la número 1 Serena Williams. Aquest gran resultat li va permetre entrar al Top 10 per primer cop en la seva carrera. A l'estiu va tenir resultats molt mediocres, ja que va caure en primera ronda de Toronto i Cincinnati davant Lesia Tsurenko i Iaroslava Xvédova. En el US Open no va millorar gaire, ja que va cedir en segona ronda davant Johanna Konta, tot i que aquest partit va durar gairebé tres hores i mitja, sent el partit més llarg de la història del torneig des que es va introduir el tiebreak el 1970. A Tòquio va arribar a quarts de final fins a ser derrotada per Belinda Bencic, mentre que a Wuhan va arribar a la final, però es va haver de retirar a mig partit contra Venus Williams per lesió. Això fou suficient per escalar fins al Top 5. La lesió no fou important i a continuació va aconseguir el seu millor resultat fins al moment, ja que es va imposar en la final de Pequín a Timea Bacsinszky. Això li va permetre classificar-se per primera vegada per les WTA Finals, primera tennista espanyola des d'Arantxa Sánchez Vicario l'any 2001. En la primera fase es va imposar en els tres partits contra Petra Kvitová, Kerber i Šafářová. Malauradament no va poder fer el mateix en semifinals cedint enfront Radwańska. En aquest torneig també va competir en dobles amb Suárez Navarro, i van arribar a la final, però no van poder superar Martina Hingis i Sania Mirza, que eren la parella número 1 del rànquing.

### Primers Grand Slams i número 1 (2016−2024)

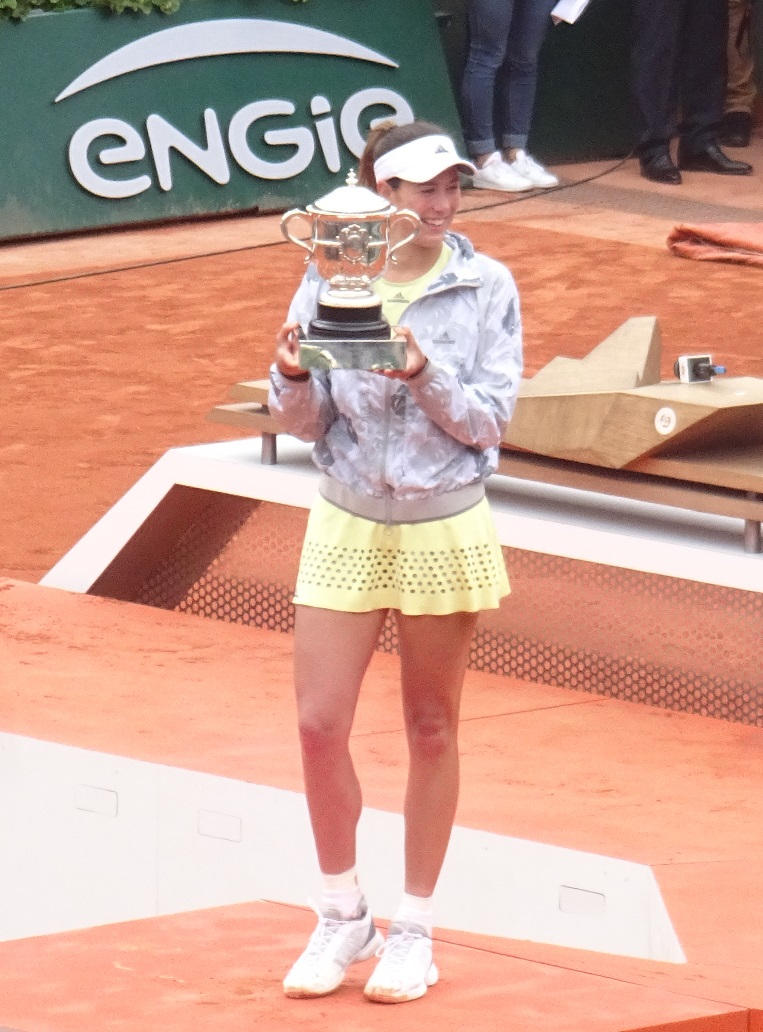
Muguruza celebrant el títol de Roland Garros (2016)

Va iniciar el 2016 a Brisbane però es va retirar durant el primer partit per lesió. En l'Open d'Austràlia només va aconseguir arribar a tercera ronda per la derrota davant Barbora Strýcová. Llavors va disputar el partit del Grup Mundial II de la Copa Federació contra Sèrbia amb dues victòries individuals. A Dubai també va perdre en el primer partit cedint davant Elina Svitolina, mentre que a Doha no va passar de quarts de final amb derrota enfront Andrea Petkovic. A Indian Wells també va caure en primera ronda, i a Miami va arribar a quarta ronda, amb derrotes davant Christina McHale i Viktória Azàrenka respectivament. A continuació va disputar la nova eliminatòria de la Copa Federació contra Itàlia amb dues victòries individuals, classificant-se pel Grup Mundial. El primer torneig sobre terra batuda fou a Stuttgart perdent en quarts de final davant Kvitová. A Madrid va caure en segona ronda davant Irina-Camelia Begu, i a Roma va aconseguir classificar-se per les semifinals fins a caure enfront Madison Keys. Malgrat haver realitzat una temporada força mediocre fins al moment, al Roland Garros va sorprendre a tothom aconseguint el primer títol de Grand Slam del seu palmarès. Va suar de valent per superar el primer partit, però llavors en va encadenar cinc sense cedir cap set. En la final va coincidir amb Serena Williams, número 1 del rànquing i que ja l'havia derrotat en l'única final de Grand Slam que havia disputat a Wimbledon, però va poder derrotar-la en dos sets. Aquesta gran victòria li va permetre escalar fins al segon lloc del rànquing individual, i esdevenir la primera espanyola en guanyar un títol de Grand Slam des d'Arantxa Sánchez Vicario l'any 1998. A continuació va debutar a Mallorca amb una derrota davant Kirsten Flipkens, i a Wimbledon no va passar tampoc de segona ronda enfront Jana Čepelová. A l'estiu va participar en els Jocs Olímpics de Rio de Janeiro 2016 en els tres esdeveniments. En categoria individual va arribar a tercera ronda, derrotada per Mónica Puig, que fou la sorprenent medalla d'or, en dobles femenins va formar parella amb Carla Suárez Navarro i van ser superades per la parella russa Iekaterina Makàrova i Ielena Vesninà en quarts de final, que també van ser medalla d'or, mentre que en dobles mixts havia de fer parella amb Rafael Nadal, però hi van renunciar abans de disputar el primer partit. També va renunciar a disputar el torneig de Mont-real, hi va tornar al circuit a Cincinnati, on va ser semifinalista cedint enfront Plíšková. En el US Open va caure en segona ronda davant Anastasija Sevastova. En la gira asiàtica no va aconseguir bons resultats, ja que va perdre en quarts de final davant Svitolina a Tòquio, en segona ronda a Wuhan davant Jelena Janković, en tercera a Pequín davant Kvitová, i en quarts de final de Linz davant Viktorija Golubic. Malgrat aquests resultats no va tenir problemes per classificar-se per les WTA Finals, on va superar Kuznetsova però va cedir enfront Plíšková i Radwańska, i no va aconseguir classificar-se per semifinals. Malgrat aconseguir el primer títol de Grand Slam de la seva carrera, va acabar en pitjor lloc del rànquing individual, concretament en setena posició, amb un total de 35 victòries per 20 derrotes.

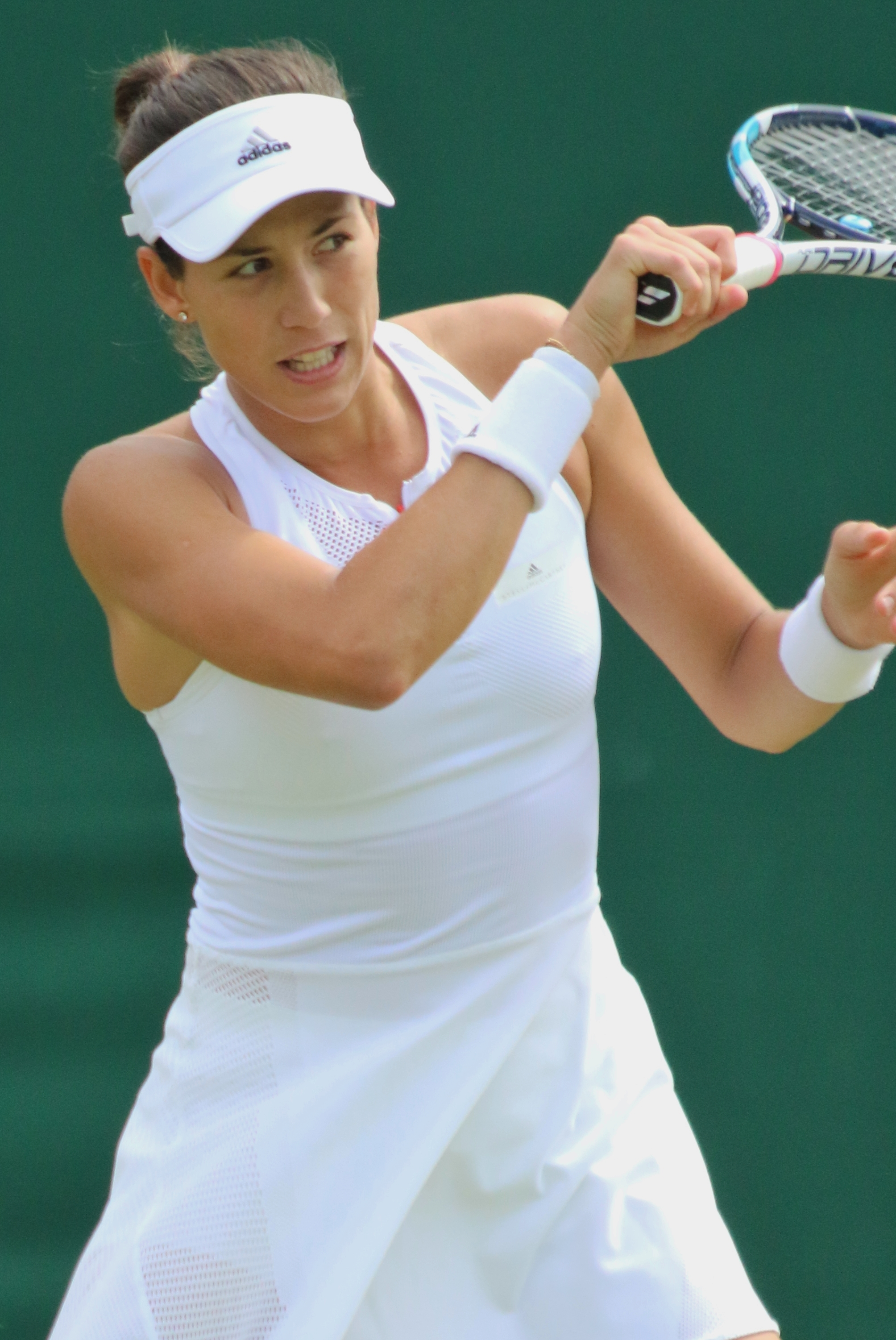
Muguruza a Wimbledon (2017)

Muguruza va iniciar la temporada 2017 a Brisbane va arribar a semifinals però es va retirar quan disputava el partit contra Cornet per lesió. A l'Open d'Austràlia va classificar-se per les semifinals però va caure enfront Vandeweghe. Llavors va disputar la Copa Federació amb l'equip espanyol però no va poder derrotar la República Txeca. A Doha no va passar de segona ronda superada per Zhang Shuai, mentre que a Dubai es va retirar en primera ronda davant Katerina Bondarenko. A Indian Wells va avançar fins quarts de final sent derrotada per Plíšková i a Miami va arribar a quarta ronda retirant-se enfront Wozniacki per malaltia. Sobre terra batuda va començar molt malament amb derrotes en el primer partit a Stuttgart i Madrid contra Anett Kontaveit i Bacsinszky respectivament. Es va refer arribant a semifinals de Roma, cedint davant Elina Svitolina. Defensava corona a Roland Garros però fou derrotada per Mladenovic en quarta ronda, provocant la seva sortida del Top 10. La temporada sobre gespa va començar sent semifinalista a Birmingham i fou eliminada en segona ronda a Eastbourne, cedint davant Ashleigh Barty i Strýcová. A Wimbledon es va plantar novament en la final, però en aquesta edició va superar Venus Williams, aconseguint el segon títol de Grand Slam del seu palmarès, i esdevenint la primera tennista en guanyar les germanes Williams en finals de Grand Slam. A l'estiu va disputar el torneig de Stanford caient en semifinals en mans de Keys. A Toronto va cedir en quarts de final davant Svitolina, mentre que a Cincinnati va guanyar el segon títol de l'any davant Halep, i havent superat també totes les seves rivals pel número 1 del rànquing. A l'inici del US Open tenia opcions d'escalar fins aquesta posició, i malgrat caure en quarts de final davant Kvitová, els resultats de les seves rivals li van permetre complir aquest objectiu. Muguruza va esdevenir la 24ena tennista que aconseguir el número 1 del rànquing individual. A la tardor va disputar els torneigs de Tòquio, Wuhan i Pequín, cedint davant Wozniacki en semifinals, Jeļena Ostapenko en quarts de final i Strýcová en primera ronda. Aquests resultats combinats amb la final disputada per Halep, van provocar que la romanesa sobrepassés Muguruza en el rànquing individual. En les WTA Finals va guanyar Ostapenko però va perdre enfront Plíšková i Venus Williams. Al final de la temporada es va quedar a només 40 punts del número 1, ostentat per Halep, però igualment fou nomenada millor tennista de l'any per la WTA.
Va anunciar la seva retirada amb 30 anys d'edat l'abril de 2024, després d'un any de no competir i esmentar que havia perdut la motivació necessària per seguir competint entre l'elit, i que preferia donar prioritat a poder fer el que no havia pogut durant la seva etapa professional i dedicar més temps a la família i amistats.

## Palmarès

### Individual: 16 (10−6)
| 2009 − 2020             | Després de 2021 |
| ----------------------- | --------------- |
| Grand Slam (2−1)        |                 |
| WTA Finals (1−0)        |                 |
| Premier Mandatory (1−0) | WTA 1000 (1−0)  |
| Premier 5 (1−2)         | WTA 1000 (1−0)  |
| Premier (0−0)           | WTA 500 (1−2)   |
| International (3−1)     | WTA 250 (0−0)   |

| Títols per superfície |
| --------------------- |
| Dura (8−5)            |
| Gespa (1−1)           |
| Terra batuda (1−0)    |

| Resultat   | Núm. | Data                   | Torneig                        | Superfície   | Oponent            | Marcador           |
| ---------- | ---- | ---------------------- | ------------------------------ | ------------ | ------------------ | ------------------ |
| Guanyadora | 1.   | 11 de gener de 2014    | Hobart, Austràlia              | Dura         | Klára Zakopalová   | 6−4, 6−0           |
| Finalista  | 1.   | 1 de març de 2014      | Florianópolis, Brasil          | Dura         | Klára Zakopalová   | 6−4, 5−7, 0−6      |
| Finalista  | 2.   | 12 de juliol de 2015   | Wimbledon, Regne Unit          | Gespa        | Serena Williams    | 4−6, 4−6           |
| Finalista  | 3.   | 3 d'octubre de 2015    | Wuhan, Xina                    | Dura         | Venus Williams     | 3−6, 0−3, retirada |
| Guanyadora | 2.   | 11 d'octubre de 2015   | Pequín, Xina                   | Dura         | Timea Bacsinszky   | 7−5, 6−4           |
| Guanyadora | 3.   | 5 de juny de 2016      | Roland Garros, França          | Terra batuda | Serena Williams    | 7−5, 6−4           |
| Guanyadora | 4.   | 16 de juliol de 2017   | Wimbledon                      | Gespa        | Venus Williams     | 7−5, 6−0           |
| Guanyadora | 5.   | 20 de'agost de 2017    | Cincinnati, Estats Units       | Dura         | Simona Halep       | 6−1, 6−0           |
| Finalista  | 4.   | 18 de febrer de 2018   | Doha, Qatar                    | Dura         | Petra Kvitová      | 6−3, 3−6, 4−6      |
| Guanyadora | 6.   | 8 d'abril de 2018      | Monterrey, Mèxic               | Dura         | Tímea Babos        | 3−6, 6−4, 6−3      |
| Guanyadora | 7.   | 7 d'abril de 2019      | Monterrey (2)                  | Dura         | Viktória Azàrenka  | 6−1, 3−1, retirada |
| Finalista  | 5.   | 7 de febrer de 2021    | Melbourne, Austràlia           | Dura         | Ashleigh Barty     | 6−7(3), 4−6        |
| Finalista  | 6.   | 6 de març de 2021      | Doha (2)                       | Dura         | Petra Kvitová      | 2−6, 1−6           |
| Guanyadora | 8.   | 13 de març de 2021     | Dubai, Emirats Àrabs Units     | Dura         | Barbora Krejčíková | 7−6(6), 6−3        |
| Guanyadora | 9.   | 3 d'octubre de 2021    | Chicago, Estats Units          | Dura         | Ons Jabeur         | 3−6, 6−3, 6−0      |
| Guanyadora | 10.  | 17 de novembre de 2021 | WTA Finals, Guadalajara, Mèxic | Dura         | Anett Kontaveit    | 6−3, 7−5           |

#### Períodes com a número 1
| Núm. | Precedida per     | Dates                   | Succeïda per | Setmanes | Acumulat |
| ---- | ----------------- | ----------------------- | ------------ | -------- | -------- |
| 1.   | Karolína Plísková | 11/09/2017 − 08/10/2017 | Simona Halep | 4        | 4        |

### Dobles femenins: 10 (5−5)
| Llegenda                                  |
| ----------------------------------------- |
| Grand Slam (0−0)                          |
| WTA Tour Championships / WTA Finals (0−1) |
| Premier Mandatory (0−2)                   |
| Premier 5 (0−1)                           |
| Premier (3−1)                             |
| International (2−0)                       |

| Títols per superfície |
| --------------------- |
| Dura (3−3)            |
| Gespa (1−0)           |
| Terra batuda (1−2)    |

| Resultat   | Núm. | Data                   | Torneig                    | Superfície   | Parella                 | Oponents                          | Marcador            |
| ---------- | ---- | ---------------------- | -------------------------- | ------------ | ----------------------- | --------------------------------- | ------------------- |
| Guanyadora | 1.   | 12 de gener de 2013    | Hobart, Austràlia          | Dura         | María Teresa Torró Flor | Tímea Babos Mandy Minella         | 6−3, 7−6(5)         |
| Guanyadora | 2.   | 27 d'abril de 2014     | Marràqueix, Marroc         | Terra batuda | Romina Oprandi          | Katarzyna Piter Marina Zanevska   | 4−6, 6−2, [11−9]    |
| Finalista  | 1.   | 11 de maig de 2014     | Madrid, Espanya            | Terra batuda | Carla Suárez Navarro    | Sara Errani Roberta Vinci         | 4−6, 3−6            |
| Guanyadora | 3.   | 3 d'agost de 2014      | Stanford, Estats Units     | Dura         | Carla Suárez Navarro    | Paula Kania Kateřina Siniaková    | 6−2, 4−6, [10−5]    |
| Finalista  | 2.   | 21 de setembre de 2014 | Tòquio, Japó               | Dura         | Carla Suárez Navarro    | Cara Black Sania Mirza            | 2−6, 5−7            |
| Finalista  | 3.   | 21 de febrer de 2015   | Dubai, Emirats Àrabs Units | Dura         | Carla Suárez Navarro    | Tímea Babos Kristina Mladenovic   | 3−6, 2−6            |
| Finalista  | 4.   | 10 de maig de 2015     | Madrid (2)                 | Terra batuda | Carla Suárez Navarro    | Casey Dellacqua Iaroslava Xvédova | 3−6, 7−6(4), [5−10] |
| Guanyadora | 4.   | 21 de juny de 2015     | Birmingham, Regne Unit     | Gespa        | Carla Suárez Navarro    | Andrea Hlaváčková Lucie Hradecká  | 6−4, 6−4            |
| Finalista  | 5.   | 27 de setembre de 2015 | Tòquio                     | Dura         | Carla Suárez Navarro    | Chan Yung-jan Chan Hao-Ching      | 7−5, 6−1            |
| Guanyadora | 5.   | 1 de novembre de 2015  | WTA Finals, Singapur       | Dura (i)     | Carla Suárez Navarro    | Martina Hingis Sania Mirza        | 0−6, 3−6            |

## Trajectòria

### Individual
| Grand Slam |     |             |             |             |       |             |             |             |             |             |             |    |           |           |
| Open d'Austràlia | A   | 2R          | 4R          | 4R          | 3R    | QF          | 2R          | 4R          | F           | 4R          | 2R          | 1R | 0 / 11    | 27 – 11   |
| Roland Garros | Q3  | 2R          | QF          | QF          | G     | 4R          | SF          | 4R          | 3R          | 1R          | 1R          |    | 1 / 10    | 29 – 9    |
| Wimbledon | Q2  | 2R          | 1R          | F           | 2R    | G           | 2R          | 1R          | NC          | 3R          | 1R          |    | 1 / 8     | 18 – 8    |
| US Open | 2R  | A           | 1R          | 2R          | 2R    | 4R          | 2R          | 1R          | 2R          | 4R          | 3R          |    | 0 / 10    | 12 – 10   |
| Victòries−Derrotes | 0−1 | 3−3         | 7−4         | 14−4        | 11−3  | 17−3        | 8−4         | 6−4         | 9−3         | 8−4         |             |    | 2 / 33    | 79 – 31   |
| Altres |     |             |             |             |       |             |             |             |             |             |             |    |           |           |
| Jocs Olímpics | A   | No celebrat | No celebrat | No celebrat | 3R    | No celebrat | No celebrat | No celebrat | No celebrat | QF          | NC          | NC | 0 / 2     | 5 – 2     |
| WTA Finals | A   | A           | A           | SF          | RR    | RR          | A           | A           | NC          | G           |             |    | 1 / 4     | 9 – 6     |
| WTA Elite Trophy | A   | A           | SF          | A           | A     | A           | SF          | A           | No celebrat | No celebrat | No celebrat |    | 0 / 2     | 5 – 2     |
| Estadístiques |     |             |             |             |       |             |             |             |             |             |             |    |           |           |
| Torneigs | 8   | 12          | 23          | 20          | 20    | 21          | 22          | 16          | 8           | 19          |             |    | 171       | 171       |
| Finals | 0   | 0           | 2           | 3           | 1     | 2           | 2           | 1           | 1           | 5           |             |    | 17        | 17        |
| Títols | 0   | 0           | 1           | 1           | 1     | 2           | 1           | 1           | 0           | 3           |             |    | 10        | 10        |
| Total Victòries−Derrotes | 6−8 | 14−12       | 38−21       | 41−19       | 35−20 | 47−21       | 33−20       | 22−16       | 23−7        | 42−17       |             |    | 302 – 167 | 302 – 167 |
| Rànquing a final d'any | 104 | 64          | 21          | 3           | 7     | 2           | 18          | 36          | 15          | 3           |             |    |           |           |
| Llegenda: G: Guanyadora; F: Finalista; SF: Semifinalista; QF: Quarts de final; Q: Qualificació; A: Absent; RR: Round Robin; |     |             |             |             |       |             |             |             |             |             |             |    |           |           |

## Guardons
- WTA Player of The Year (2017)
- ITF World Champion (2017)